# Stylogaster lopesi
Stylogaster lopesi är en tvåvingeart som beskrevs av Camras 1957. Stylogaster lopesi ingår i släktet Stylogaster och familjen stekelflugor. Inga underarter finns listade i Catalogue of Life.